# Tara Road (pel·lícula)
Tara Road és una pel·lícula de 2005 dirigida per Gillies MacKinnon, protagonitzada per Andie MacDowell i Olivia Williams i basada en la novel·la del mateix nom de Maeve Binchy. La història és un drama amb certs tocs de comicitat sobre les segones oportunitats i les persones que poden refer les seves vides quan tot sembla acabat. Ha estat doblada al català.

## Argument
A Nova Anglaterra (Estats Units), la vida de Marilyn Vine (Andie MacDowell) es veu trastocada quan el seu fill de catorze anys mor d'un accident de moto durant la seva festa d'aniversari. Mentrestant, a més de 3.000 km de distància, a Dublín (Irlanda), Ria Lynch (Olivia Williams) veu com el seu matrimoni fa aigües quan el seu marit la deixa per la seva amant embarassada. Una trucada de telèfon accidental uneix a aquestes dues dones que, en la seva necessitat mútua de superar les crisis que les trasbalsen, decideixen intercanviar les seves cases. El que no es poden imaginar és que amb l'intercanvi de les seves llars acabaran prestant-se també part de les seves vides i, gràcies al nou entorn que les envolta, totes dues trobaran lentament la cura i la força necessàries per superar-ho. D'aquesta forma, una història que comença amb pèrdues i patiments es transforma en el descobriment d'una inesperada amistat i la recuperació de l'esperança. Al final de la pel·lícula, quan la Ria i la Marilyn es troben, s'adonen que han canviat la vida de l'altra per sempre.

## Repartiment
| Intèrpret           | Personatge   | Veu en català       |
| ------------------- | ------------ | ------------------- |
| Andie MacDowell     | Marilyn Vine | Mercè Montalà       |
| Olivia Williams     | Ria Lynch    | Núria Domènech      |
| Stephen Rea         | Colm         | Ricky Coello        |
| Iain Glen           | Danny        | Jordi Boixaderas    |
| Jean-Marc Barr      | Andy         | Joan Carles Gustems |
| Heike Makatsch      | Bernadette   | Desconegut          |
| August Zirner       | Greg         | Domènec Farell      |
| Ruby Wax            | Carlotta     | Teresa Manresa      |
| Maria Doyle Kennedy | Rosemary     | Neus Sendra         |

## Crítica
Encara que la seva estrena va ser l'any 2005, a Catalunya la pel·lícula no va sortir en cartellera fins al març del 2007. Malgrat tot, el diari El País hi va dedicar unes ratlles apreciant la seva «generosa ració de sentimentalisme femení políticament correcte» (Jordi Costa) i més d'un crític es va preguntar per què una història tan comercialment acceptable no va comptar amb una millor distribució.